# Joaquín Álvarez Ordóñez
Joaquín Álvarez Ordóñez (Ciudad de México, 17 de enero de 1932-15 de marzo de 2025) fue un arquitecto, urbanista, funcionario y político mexicano egresado de la licenciatura en arquitectura y maestría en urbanismo de la UNAM, con experiencia en el sector público y privado, autor del restaurante Los Manantiales en Xochimilco, del Hotel de México, del Polyforum Cultural Siqueiros y del plan maestro del Circuito Interior y vías radiales en la Ciudad de México.
Obtuvo el premio al Mérito Ciudadano (2018) otorgado por la Asamblea Legislativa del Distrito Federal y el Premio Nacional de Arquitectura (2018) entregado por el presidente Andrés Manuel López Obrador en noviembre de 2019.

## Reseña biográfica
Nació el 17 de enero de 1932 en Corregidora núm. 57, en el barrio de la Merced, en la Ciudad de México. Estudió la primaria y la secundaria en el Colegio Franco Español y la preparatoria en el Centro Universitario México (CUM). En 1950 se inscribió en la Escuela Nacional de Arquitectura
(ENA) en la Academia de San Carlos, donde egresó con mención honorífica el 7 de septiembre de 1955.  Estudió la maestría en urbanismo en la UNAM, de la que egresó con mención honorífica el 5 de diciembre de 1996 con la tesis “Circuito Interior, evaluaciones, políticas y propuestas”.

## Estudios profesionales
Entre los profesores que le influenciaron destacan Juan Sordo Madaleno, José Villagrán García, y Roberto Álvarez Espinoza. Como estudiante fue elegido presidente de su generación (1951-52), presidente de la Sociedad de Alumnos de la ENA en (1952-53) y presidente (1953) de la Federación de Estudiantes Universitarios (FEU). También conoció entonces al arquitecto Carlos Lazo Barreiro cuando era gerente de construcciones de la Ciudad Universitaria, exitoso profesionista, político y funcionario quien se convertiría en su mentor político y profesional.

## Primeras responsabilidades
Carlos Lazo le consiguió una beca para trabajar como ayudante de Augusto Pérez Palacios en el Estadio Universitario, cuando Diego Rivera realizaba el mural escultórico en sus taludes. En 1953 comenzó a trabajar en el Departamento de Planificación de Tránsito y Policía Federal de la Secretaría de Comunicaciones y Obras Públicas (SCOP), en la que Lazo había sido nombrado secretario por el presidente Adolfo Ruíz Cortines.  Esa experiencia laboral le sirvió para elaborar su tesis “Plan Piloto Servicios arquitectónicos del autotransporte México-Acapulco Zihuatanejo” con la que se titularía con mención honorífica el 7 de septiembre de 1955. 

## Primeras obras privadas
A raíz de la muerte de Carlos Lazo en noviembre de 1955, el arquitecto Álvarez Ordóñez decidió renunciar al empleo en la SCOP, a fin de tener experiencia en el sector privado. Junto con su hermano Fernando, ingeniero civil, emprendió el proyecto y construcción de varios encargos profesionales: proyecto del restaurante Los Manantiales (1957) en Xochimilco, (cálculo y construcción de Félix Candela Outeriño); proyecto y obra del Parque Asturias (1958-59) en Coyoacán (con cálculo del ingeniero Heberto Castillo Martínez);  y varios edificios de departamentos: en Tres Cruces y Mesones, en el Centro Histórico; en Av. San Antonio y Calle Dos, en San Pedro de los Pinos; en Av. Chapultepec, Burdeos y Hamburgo, en la colonia Juárez; en Spencer núm. 428, en Polanco; así como edificios para oficinas: el Banco Internacional, en Tres Cruces y República del Salvador, en el Centro Histórico; en Insurgentes y Huatusco, Roma Sur; y, la Casa del Economista, en la colonia San Rafael, todos en la Ciudad de México. 

## Obras en Campeche
En 1960 el arquitecto comenzó a viajar a Campeche, pues el arquitecto Guillermo Rossell de la Lama,  entonces subsecretario de patrimonio nacional le había encargado el análisis y actualización del Plan Regulador para presentárselo al coronel José Ortiz Ávila, gobernador de la entidad.  De esas visitas surgió la invitación de encargarse de la dirección de obras de la entidad para realizar el proyecto y construcción del Palacio de los Poderes (1961-1962) como sede del ejecutivo, municipal y legislativo y la plaza de la República.
Entre 1962-67 el arquitecto realizó en la misma ciudad y con la colaboración con su hermano Fernando y los arquitectos Edmundo Rodríguez Saldívar y Abraham Cepeda, el Conjunto Cultural «Héctor Pérez Martínez» conformado por un teatro al aire libre (“concha acústica”)  y los monumentos a Héctor Pérez Martínez y a los Héroes; el parque Moch Couhó (destruido en 2017), el mercado municipal «Pedro Sáinz de Baranda» (alterado), el campus para la Universidad del Sudeste (Universidad Autónoma de Campeche desde 1989) y la Unidad Médica y Cultural del IMSS (hoy Hospital General de Zona núm. 1 del IMSS). Además, realizó los monumentos: “Al resurgimiento campechano”, “Adolfo López Mateos”, “Pablo García y Montilla” (alterado en 2014) y tres fuentes: “La nacionalización de la industria eléctrica” (reedificada en 2007 a una nueva ubicación) “El progreso” (destruida en 2014, se hizo una réplica en otro lugar) y “Los Pescadores” (destruida en 2007, se hizo una réplica a escasos metros).

## Obras en el sexenio deGustavo Díaz Ordaz
Entre 1964-70 fungió como vocal ejecutivo de la Comisión Constructora e Ingeniería Sanitaria (CCIA) de la Secretaría de Salubridad y Asistencia (SSA).  Su trabajo abarcó cuatro líneas de acción: renovación del equipamiento hospitalario de la SSA, diseño y construcción de nuevos psiquiátricos e institutos médicos, dotación de agua potable para poblaciones rurales y rehabilitación de inmuebles patrimoniales de la dependencia.
La renovación de los psiquiátricos respondía al desmantelamiento del Manicomio General «La Castañeda» en 1965. El equipo de trabajo del arquitecto estuvo conformado por los arquitectos Ignacio Machorro del Monte, Hilario Galguera Torres, Guillermo Carrillo Arena y Abraham Zepeda Flores. Desde la CCIS diseñaron y construyeron cuatro nuevos hospitales psiquiátricos, dos urbanos: el «Dr. Juan N. Navarro» (1966) y el «Fray Bernardino Álvarez» (1967),  ambos en Tlalpan; y dos campestres, el «Samuel Ramírez Moreno» (1967) en Santa Catarina, Tláhuac, y el «Dr. Adolfo M. Nieto» (1968) en Tepexpan, Estado de México;  además de que se rehabilitaron el «Dr. Rafael Serrano» en Batán, Puebla (1967) y el «Dr. Fernando Ocaranza» en Eyecalco, Hidalgo (1966). 
Entre 1969-70 construyeron dos instalaciones médicas de alta especialidad en Tlalpan: el Instituto Nacional de la Nutrición (desde 2002, Instituto Nacional de Ciencias Médicas y Nutrición «Salvador Zubirán» (INCMNSZ) y la ampliación del Instituto Nacional de Neurología y Neurocirugía. Además, realizó el proyecto de una nueva sede para la Cruz Roja Mexicana (1967), en Polanco, pues, aunque no era una dependencia gubernamental, la SSA recibió la solicitud de apoyar a la institución de manera honorífica.
La CCIS también se ocupó de implementar el programa nacional de dotación de agua para atender poblaciones entre 500 y 1,500 habitantes, donde además se remozaban plazas, calles y lavaderos. Cada año se atendió a un promedio de 800,000 personas, por lo que, en cinco años de duración del programa, la cifra de beneficiados de agua llegó a 4,000,000. También se ocupó de los trabajos de rehabilitación del palacio de Buenavista en posesión de la SSA (restaurado por Hilario Galguera y Manuel de la Sierra) y destinado a albergar al Museo de San Carlos y sede de la Academia de Artes.

## Obras en el sexenio deLuis Echeverría Álvarez
Entre 1970-76 se encargó de la dirección de obras del Departamento del Distrito Federal (Gobierno de la Ciudad de México desde 1997), desde donde se ocupó del diseño del plan maestro del Circuito Interior (construyéndose el tramo entre Calzada de Tlalpan y La Raza),  mientras las secciones restantes se planearon para las administraciones siguientes. También se hicieron las vías radiales: el radial San Joaquín (vía rápida del Toreo de Cuatro Caminos a la Glorieta de los Hongos) y el radial Parque Vía (de Marina Nacional hasta el Rosario).
Se ocupó del programa de remodelación urbana que contemplaba plazas y calles del Centro Histórico, el tramo norte del Paseo de la Reforma, la colonia Roma y los pueblos históricos bajo la territorialidad del Distrito Federal.  En 1974 se le encargó la incorporación urbana de la Tercera sección de Chapultepec, donde realizó la explanada de acceso (fuente y escultura de Cri-Cri por Ernesto Paulsen Camba), juegos infantiles (por Edmundo Rodríguez Zaldívar), esculturas de animales (por Alberto Pérez Soria) y el teatro al aire libre con el monumento a Alfonso Reyes (escultura de Ernesto E. Tamariz). En el ámbito internacional, el regente Octavio Sentíes le encargó el diseño del monumento a la Independencia de México, en París, Francia (construcción de Hilario Galguera) inaugurado por Luis Echeverría en abril de 1973 (destruido).    
En el campo patrimonial se ocupó de la rehabilitación de la casona de los condes de Heras Soto en la esquina de Donceles y República de Chile para albergar el Centro de Estudios Históricos de la Ciudad de México (restauración iniciada por el arquitecto Ricardo Prado Núñez en 1974 y concluida por Sergio Saldívar Guerra en 1978) para albergar al Archivo Histórico del a Ciudad de México. Su dirección también impulsó en 1976 la publicación del Catálogo de Monumentos Escultóricos y Conmemorativos del Distrito Federal, volumen coordinado por Prado Núñez, entonces jefe de conservación de edificios públicos y monumentos.

## Obras representativas
- Hotel de México (1957-1987),[21]  obra inconclusa (en 1992 fue transformado en el WTC por Gutiérrez Cortina Arquitectos) y Polyfórum Cultural Siqueiros (1966-71),[22]  colonia Nápoles (con la colaboración de los arquitectos Guillermo Rossell de la Lama, Ramón Mikelajáuregui Aranaz[23]  y los ingenieros civiles Fernando Álvarez Ordóñez y Heberto Castillo Martínez).

- Centro Social y Deportivo Guelatao (1975), en República de Honduras, Ignacio Comonfort y Callejón Vaquitas, La Lagunilla, Centro Histórico (con la colaboración de los arquitectos Ignacio Machorro, Hilario Galguera, Guillermo Bernard y Edmundo Rodríguez Saldívar).[24]

- Centro Cultural «José Martí» (1975-76), Centro Histórico, por encargo especial del presidente Echeverría.[25]

- Proyecto del Centro Asturiano de México AC (1985), Polanco (con la colaboración de los arquitectos Juan José Díaz Infante y Enrique Martorell Gutiérrez, y del ingeniero civil Heriberto Izquierdo González en el cálculo estructural)

- Monumento a la Independencia de México (1973), en París, Francia (construcción de Hilario Galguera, destruido).

## Participación estudiantil y gremial
- Presidente (1951-52) de su generación en la ENA
- Presidente (1952-53) de la Sociedad de Alumnos de la ENA
- Presidente (1953) de la Federación de Estudiantes Universitarios (FEU)
- Fundador (1964) de la Federación de Colegios de Arquitectos de la República Mexicana (FCARM), de la que fue su cuarto presidente (1969-70)
- Fundador (1964) de Arquitectos Revolucionarios de México (ARMAC), del que fue su primer presidente (1964-66)[26]
- Presidente (1968-69) del entonces Colegio de Arquitectos de México (Colegio de Arquitectos de la Ciudad de México, desde 1994)
- Fundador (1975) de la Academia Mexicana de Arquitectura (AMA)

## Actividad política
- Miembro del Partido Revolucionario Institucional (PRI)
- Fundador (1964) de la revista Arquitectos Revolucionarios de México (ARMAC)
- Diputado federal (por distrito 32 del DF, mayoría relativa), LI Legislatura (1979-1982)
- Diputado federal (por distrito 32 del DF, mayoría relativa), LIV Legislatura (1988-1991)
- Fundador (1989) del Foro Nacional de Legisladores durante la LIV Legislatura

## Premios
- 1er premio en el concurso nacional para la Casa del Economista, colonia San Rafael
- 2º premio en el concurso nacional para el Club Deportivo y Social del Centro Asturiano
- Medalla presidencial y placa de honor por la Federación de Colegios de Arquitectos de la República Mexicana (FCARM)
- Condecoración Caballero Águila, de la Orden de Cuauhtémoc
- Premio al Mérito Ciudadano (2018) por la Asamblea Legislativa de la Ciudad de México
- Premio Nacional de Arquitectura (2018) entregado por el presidente Andrés Manuel López Obrador en noviembre de 2019.